# 금강정경

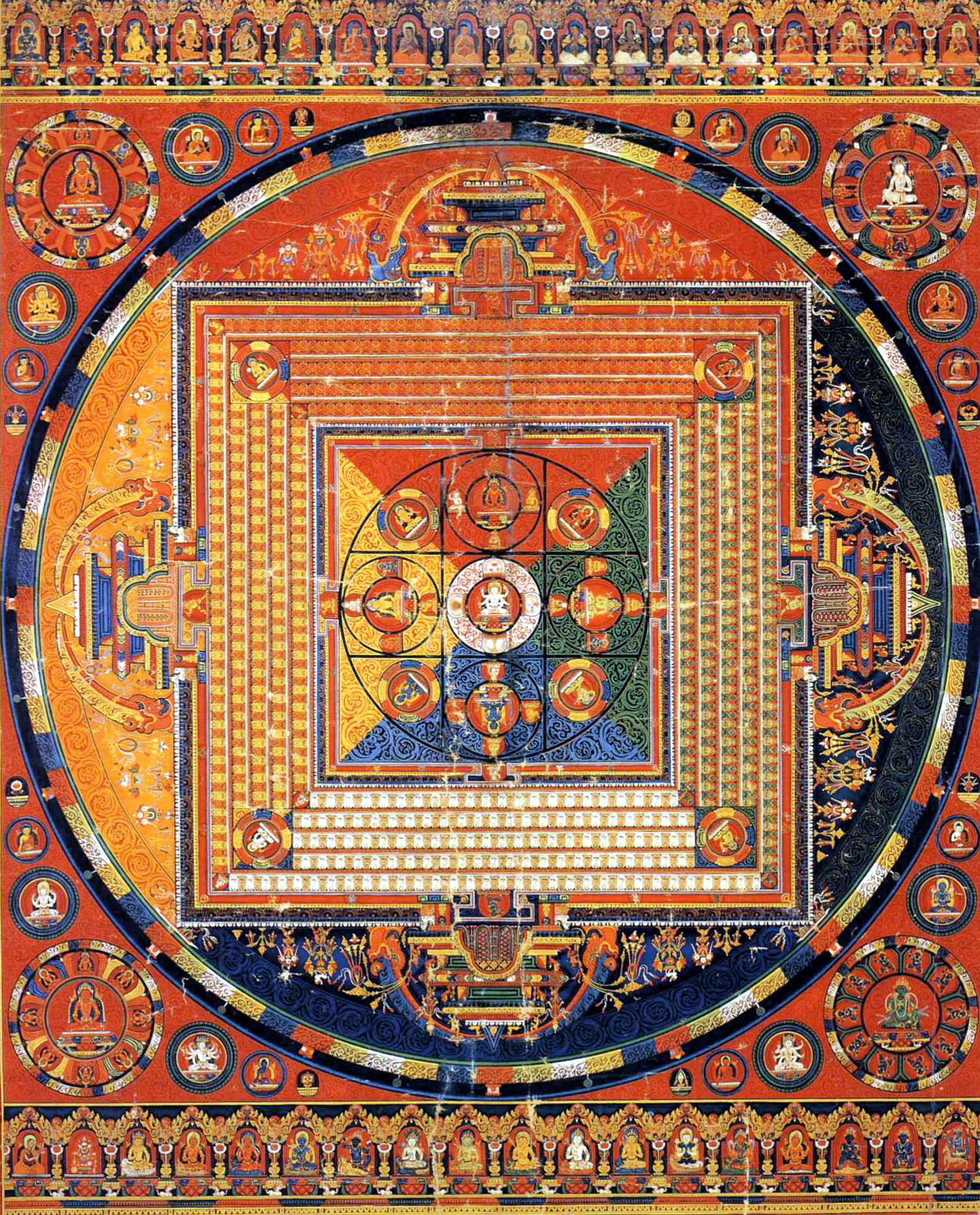
금강계 만다라(Vajradhatu Mandala)가 그려져 있는 티베트 불교의 탕카

《금강정경》(金剛頂經)은 밀교(密敎)의 경전이다. 정확한 명칭은 《금강정 일체여래 진실 섭대승 현증대교 왕경》(金剛頂一切如來眞實攝大乘現證大敎王經)이다. 명칭의 의미는 "여러 경전 중 최고이며, 모든 여래의 진실을 수록한 대승의 현증(現證)으로 불리는 실천규범의 왕경(王經)"이다.

## 개요
《대일경》(大日經)보다 약간 늦게 670~690년경 동남부 인도에서 성립된 것으로 추정되고 있다.
처음 당나라(唐) 시대의 불공(不空)이 번역한 3권본은 18부(18회)로 된 금강정부(金剛頂部)의 경전 중에서 초회(初會)에 속하는 경전의 처음 부분의 번역이다. 일반적으로 《금강정경》이라고 하면 이를 가리키며 이에 의거하여 금강계 만다라(金剛界曼茶羅: 법신여래(法身如來)의 지혜를 금강에 비유한 그림)가 성립되었다. 그러나 후에 송나라(宋) 시대의 시호(施護)가 《금강정경》 초회의 완역 30권을 내었다. 티베트어 역본도 이 초회의 완역본으로 한역본보다는 더 큰 것이었다고 한다.
내용은 금강계 대만다라 대의궤품(金剛界大曼茶羅大儀軌品) 제1 · 제2 · 제3의 3권으로 되어 있으며 부처의 경지에 재빨리 증입(證入)하기 위한 밀교(密敎)의 독자적인 비밀의궤(秘密儀軌)를 서술한 것으로 관정(灌頂: 여래의 지혜를 상징하는 물을 스승이 제자의 머리에 붓는 의례를 행하여 부처의 위(位)를 계승케 하는 것)의 규칙이나 진언(眞言) 그리고 여러 인계(印契) 등이 설명되어 있다.

## 같이 보기
- 구카이

## 참고 문헌
- 이 문서에는 다음커뮤니케이션(현 카카오)에서 GFDL 또는 CC-SA 라이선스로 배포한 글로벌 세계대백과사전의 내용을 기초로 작성된 글이 포함되어 있습니다.